# 哈姆丹·本·穆罕默德·本·拉希德·阿勒马克图姆
谢赫·哈姆丹·本·穆罕默德·本·拉希德·阿勒马克图姆（阿拉伯語：الشيخ حمدان بن محمد بن راشد آل مكتوم，1982年11月14日—），昵称法扎，阿拉伯联合酋长国迪拜酋长国的王储、阿拉伯聯合大公國副總理兼國防部長。他是现任阿联酋副总统兼总理、迪拜酋长国 谢赫（酋长）穆罕默德·本·拉希德·阿勒马克图姆与希德大王妃的次子，也是前任王储拉西德·本·默罕默德·本·拉西德·阿勒马克图姆的弟弟。

## 生平
哈姆丹生于1982年11月14日，他最初就读于迪拜的拉希德私塾，后留学英国，就读于桑德赫斯特皇家军事学院。从军校毕业后，哈姆丹又进入伦敦政治经济学院深造。
回国后，哈姆丹又就读于迪拜政府学校。他于2006年9月被任命为迪拜行政联席会议主席，和行政联席会议贡献颇多。他对于建设一个满足人民特殊需求的“无障碍社会”有着浓厚兴趣，为此他提出方案，以满足人民的所有特殊要求，优先融入主流社会。为了使迪拜的道路更安全，他于2006年11月批准了一项史无前例的交通控制制度，该制度将严惩违反交通规则的司机，没收其驾照六个月，扣留其车一个月。在他领导下，行政联席会议于2007年2月公布战略了迪拜2015年战略规划。
他也是以其父命名的谢赫·穆罕默德·本·拉希德青年商务领导人机构的首脑、迪拜运动理事会主席和迪拜自闭症中心总裁。
哈姆丹以写诗和赛马而闻名，他的诗作内容大多是浪漫主义、爱国主义和关于他的家庭，他以笔名“法扎”发表诗作。
2006年12月，哈姆丹代表阿联酋参加了在卡塔尔首都多哈举行的第十五届亚洲运动会的马术比赛，并在团体耐力赛中夺冠。
哈姆丹也酷爱收藏汽车，包括沙漠越野吉普、梅塞德斯-奔驰、保时捷、兰博基尼和法拉利。
2008年，哥哥拉西德·本·默罕默德·本·拉西德·阿勒马克图姆被父亲穆罕默德酋长剥夺王储头衔。随后，穆罕默德酋长在2月1日任命哈姆丹为王储。迪拜官方仅仅简单地声明哈姆丹更加适合这个位置，没有作更多的解释。哈姆丹就任王储后，任命了新的私人和财政顾问，如国际经济学家约翰·卡尔弗利（John Calverley）和资本有限责任公司（HN Capital LLP）的对冲基金巨头詹姆斯··纳伊姆（James T. Naeem）。

## 婚姻和家庭
2019年，他和远房堂亲谢赫沙伊卡·賓特·赛义德·本·塔尼·阿勒馬克圖姆（Sheikha Sheikha bint Saeed bin Thani Al Maktoum）结婚。两年後在2021年5月20日迎来一对龙凤胎：儿子拉希德（Rashid）和女兒沙伊卡（Sheikha）。
2023年2月25日，哈姆丹迎来第二个儿子穆罕默德·本·哈姆丹（Mohammed Bin Hamdan Bin Mohammed Al Maktoum)。生母是堂妹沙伊卡。
2025年3月22日，哈姆丹迎来第二个女儿欣德·宾特·哈姆丹（Hind Bint Hamdan Bint Mohammed Al Maktoum)，生母是堂妹沙伊卡。

## 榮譽
- 西班牙
  -  民事功績勳章（英语：Order of Civil Merit）大十字騎士 (Knight Grand Cross of Order of Civil Merit，2008年5月23日授予[5])